# Królestwo Serbów, Chorwatów i Słoweńców na Zimowych Igrzyskach Olimpijskich 1924
Królestwo Serbów, Chorwatów i Słoweńców na Zimowych Igrzyskach Olimpijskich 1924 reprezentowało czterech zawodników – biegaczy narciarskich, którzy nie zdobyli żadnego medalu.

## Wyniki
- Zdenko Švigelj
  - 32. miejsce w biegu na 18 km[2]
  - nie ukończył biegu na 50 km[3]
- Vladimir Kajzelj
  - 34. miejsce w biegu na 18 km[2]
- Dušan Zinaja
  - 36. (ostatnie) miejsce w biegu na 18 km[2]
  - nie ukończył biegu na 50 km[3]
- Mirko Pandaković
  - nie ukończył biegu na 18 km[4]
  - nie ukończył biegu na 50 km[5]